# Macrotes cordovaria
Macrotes cordovaria är en fjärilsart som beskrevs av Achille Guenée 1857. Macrotes cordovaria ingår i släktet Macrotes och familjen mätare. Inga underarter finns listade i Catalogue of Life.